# Фотоаппаратура завода «Арсенал»
«Ки́ев» — название ряда советских фотоаппаратов различных классов, производящихся с конца 1940-х годов производственным объединением «Арсенал» в Киеве, Украина.

## Среднеформатные однообъективные зеркальные фотоаппараты
В среднеформатных однообъективных зеркальных фотоаппаратах используется фотоплёнка шириной 61,5 мм (рольфильм) — плёнка типа 120.

### Модульной компоновки
Фотоаппараты «Салют», «Салют-С» и «Киев-88» являются системными камерами.
Основной блок имеет форму куба, в нём смонтирован фокальный затвор с металлическими гофрированными шторками из нержавеющей стали с диапазоном выдержек от 1/2 до 1/1000 с и «В». Взвод затвора, перемотка плёнки и установка выдержек производится одной рукояткой. Установка выдержек возможна только при взведённом затворе. Сверху устанавливается сменный видоискатель (шахта, пентапризма или пентапризма с TTL-экспонометром), позади устанавливается съёмная кассета для плёнки с размером кадра 6×6 см (могут применяться кассеты с размером кадра 4,5×6 см). Конструкция кассеты позволяет снимать её с камеры после любого количества заснятых кадров. Спереди устанавливаются сменные объективы с байонетом В (или c байонетом Б — на выпускаемом в настоящее время аппарате «Киев-88СМ»).
Образцом при конструировании являлся фотоаппарат «Hasselblad 1600F».
- «Салют» (1957—1972)
- «Салют-С» (1972—1980)[1]
- «Киев-88» (1979—2000)
- «Киев-90» (середина 1980-х) — автоматический фотоаппарат с электронноуправляемым затвором, выпущен в малом количестве.
- В настоящее время малыми партиями выпускаются рестайлинговые модификации «Киева-88» под маркой «Arax».

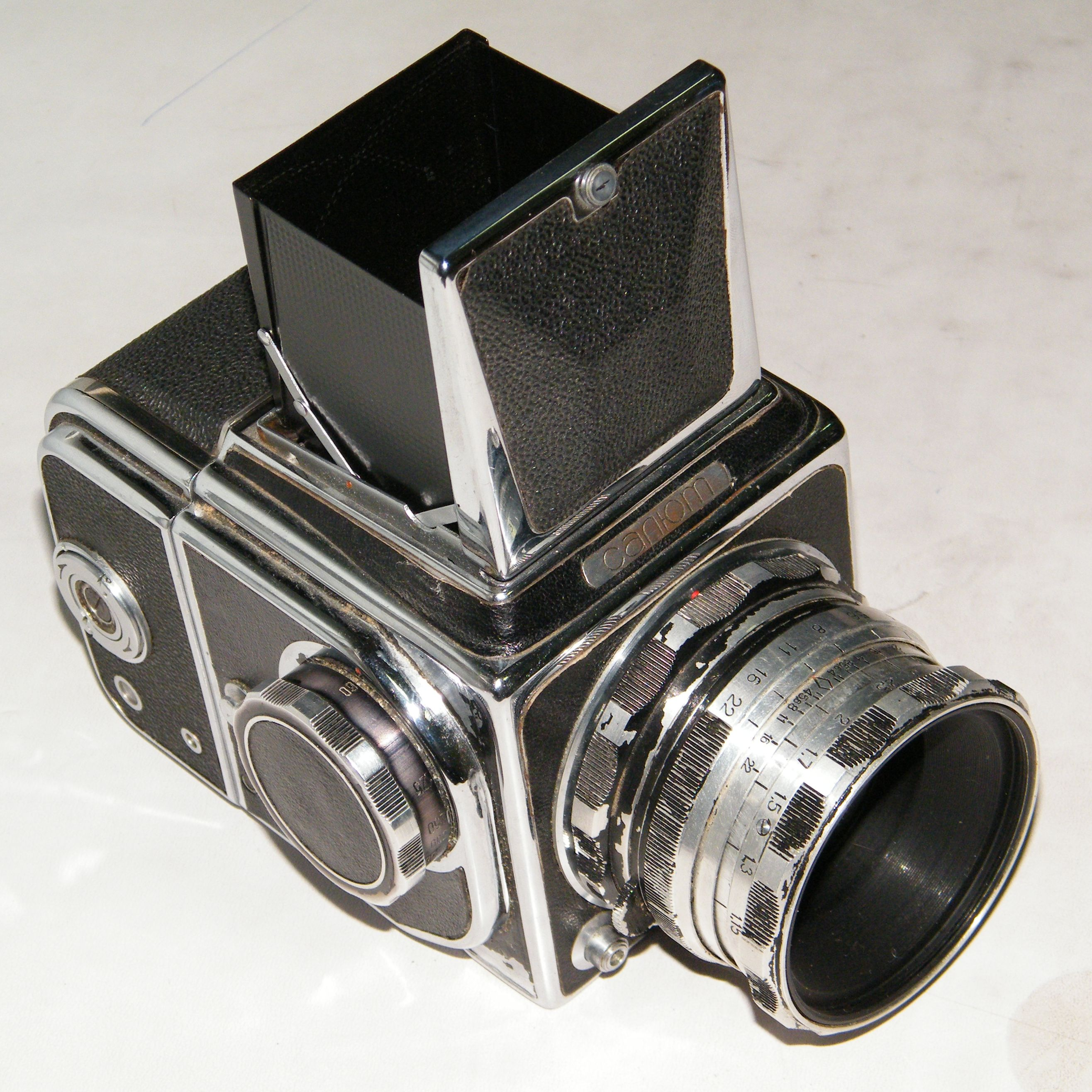
«Салют»
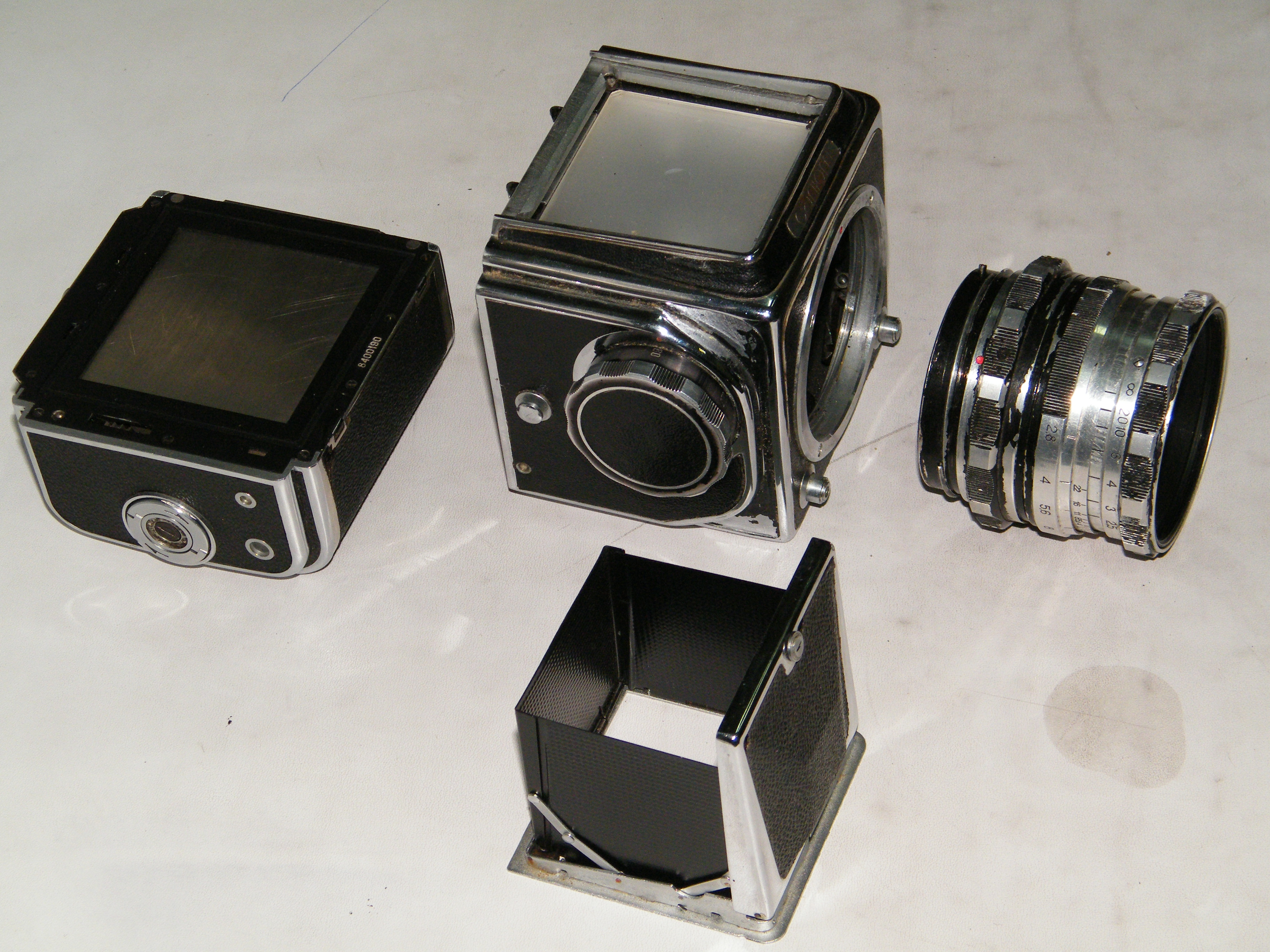
Модульная компоновка фотоаппарата «Салют»
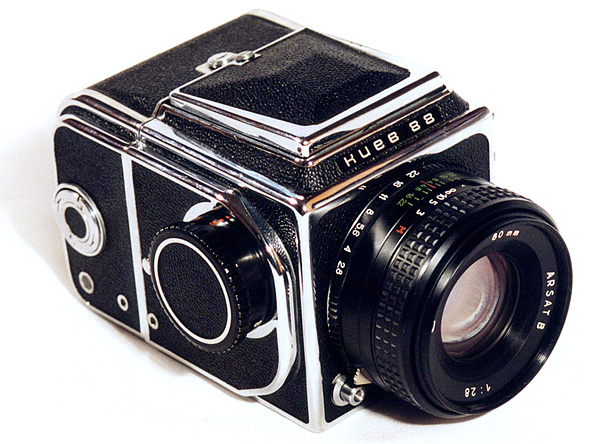
«Киев-88» с объективом «Arsat» 2.8/80 и шахтным видоискателем
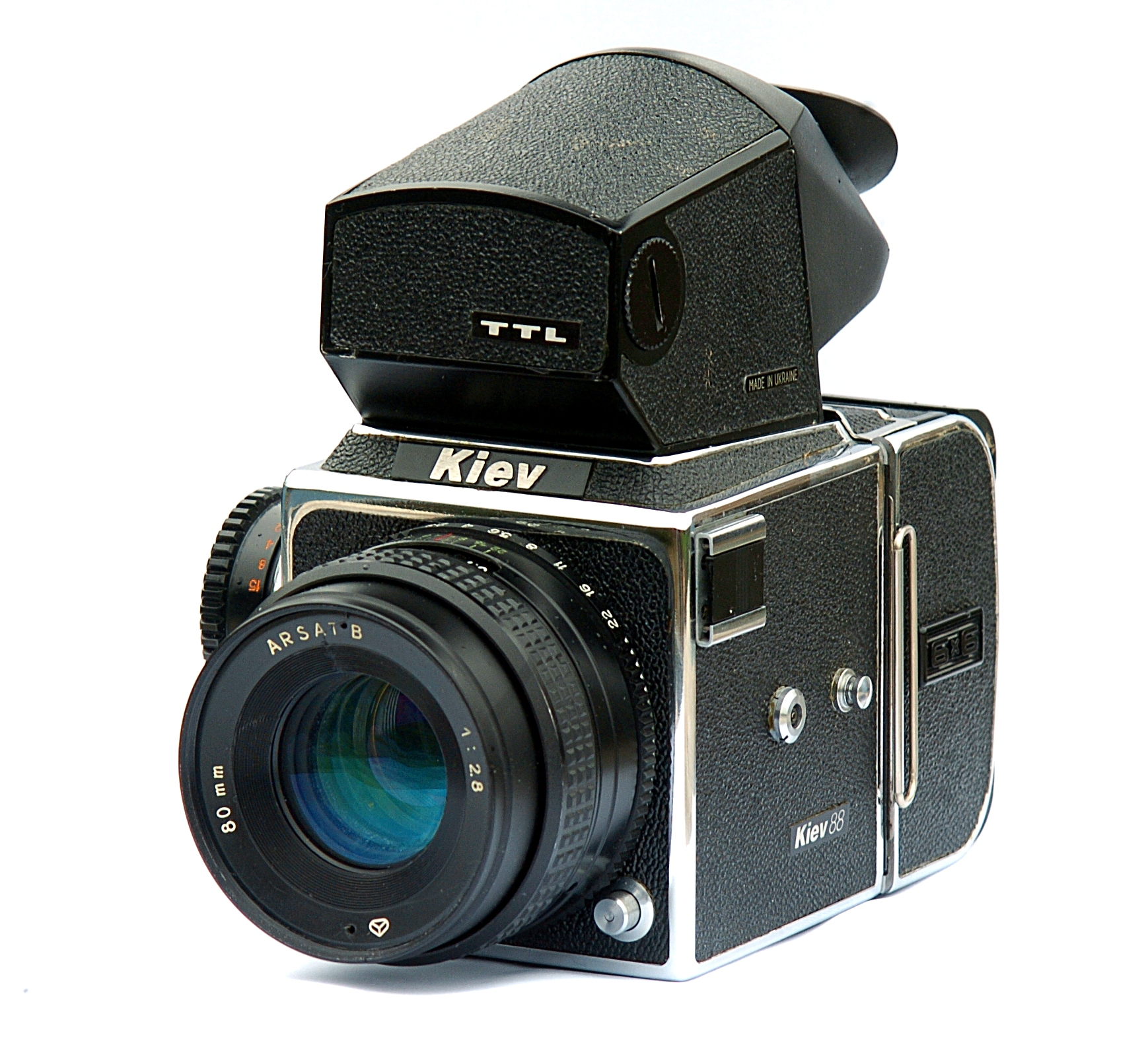
«Киев-88 TTL»

### Классической компоновки

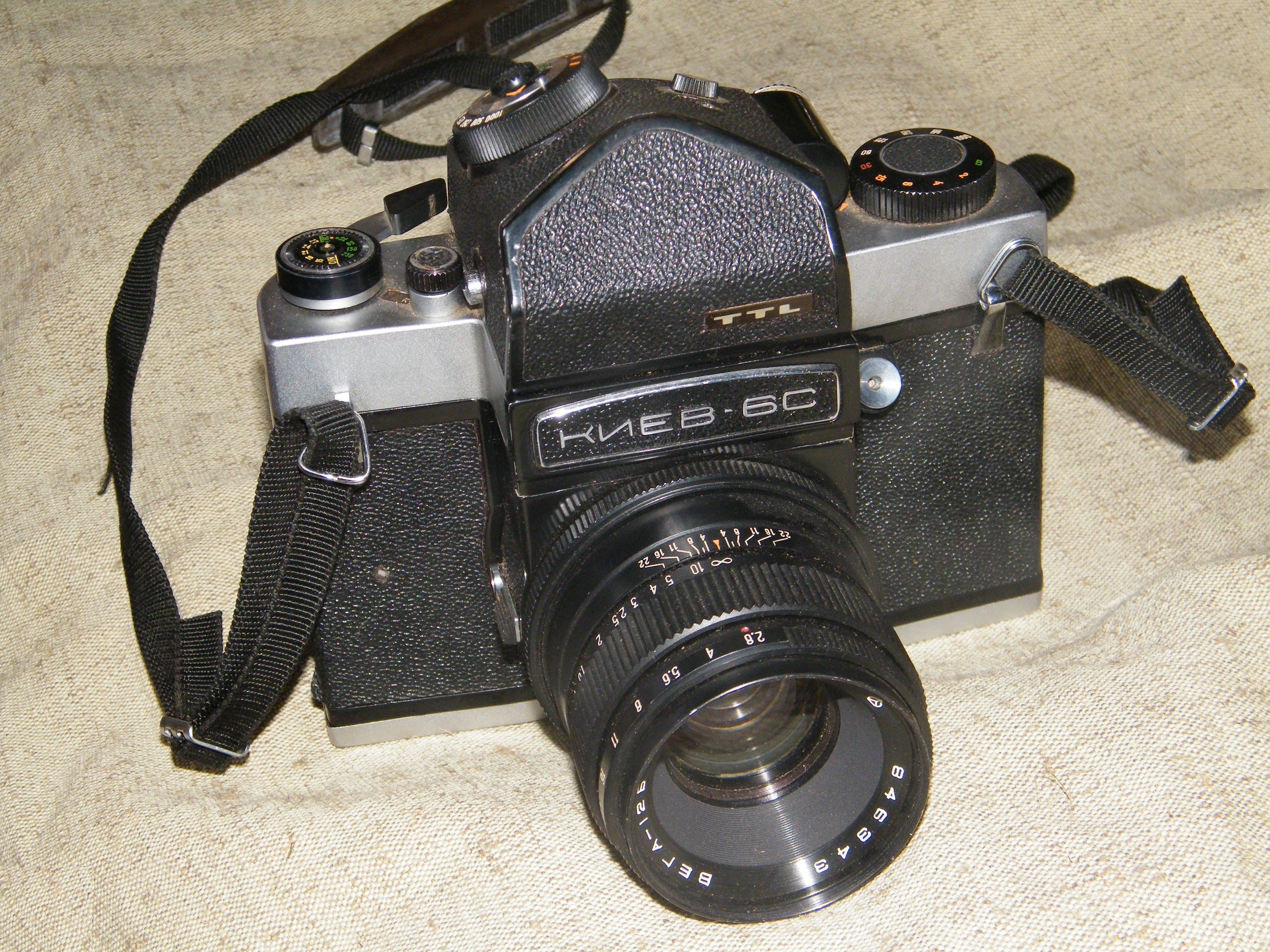
«Киев-6С TTL» с объективом «Вега-12Б» 2,8/90. Спусковая кнопка под левую руку.

Возможно применение фотоплёнки тип 220.
Внешне выглядят и устроены как однообъективные зеркальные малоформатные фотоаппараты, отличаются увеличенными размерами фотоаппарата в целом и размером кадра 6×6 см.
На выпускаемых в настоящее время модификациях размер кадра 6×6 или 4,5×6 см.
Сменный видоискатель (шахта, пентапризма или пентапризма с TTL-экспонометром).
Фокальный затвор с матерчатыми прорезиненными шторками.
Взвод затвора и перемотка плёнки — курком.
Крепление объективов — байонет Б.
- «Киев-6С» (1971—1980)
- «Киев-6С TTL» (1978—1986)
- «Киев-60», «Киев-60 TTL» (1984 — по настоящее время выпускаются «Arax-60» и «Arax-645»)

### Объективы для среднеформатных камер
Производственным объединением «Арсенал» выпускались сменные объективы для среднеформатных камер, с буквенным индексом «Б» — байонет Б, с индексом «В» — байонет В.
| Объектив    | Иллюстрация | Фокусное расстояние | Относительное отверстие | Байонет | Угол поля зрения объектива | Применение                  |
| ----------- | ----------- | ------------------- | ----------------------- | ------- | -------------------------- | --------------------------- |
| Зодиак-8    |             | 30                  | 3,5                     | Б и В   | 180°                       | «рыбий глаз»                |
| Мир-26      |             | 45                  | 3,5                     | Б и В   | 83°                        | широкоугольный объектив     |
| Мир-3       |             | 65                  | 3,5                     | Б и В   | 66°                        | широкоугольный объектив     |
| Мир-38      |             | 65                  | 3,5                     | Б и В   | 66°                        | широкоугольный объектив     |
| Индустар-29 |             | 80                  | 2,8                     | В       | 44°                        | нормальный объектив         |
| Волна-3     |             | 80                  | 2,8                     | Б и В   | 44°                        | нормальный объектив         |
| Вега-12     |             | 90                  | 2,8                     | Б и В   | 47°                        | нормальный объектив         |
| Вега-28     |             | 120                 | 2,8                     | Б и В   | 31°                        | длиннофокусный объектив     |
| Калейнар-3  |             | 150                 | 2,8                     | Б и В   | 28°                        | длиннофокусный объектив     |
| Юпитер-36   |             | 250                 | 3,5                     | Б и В   | 19°                        | длиннофокусный объектив     |
| Телеар-5    |             | 250                 | 5,6                     | Б, В    | 18°                        | длиннофокусный объектив     |
| Таир-33     |             | 300                 | 4,5                     | Б и В   | 15°                        | длиннофокусный объектив     |
| ЗМ-3        |             | 600                 | 8,0                     | Б и В   | 7,5°                       | зеркально-линзовый объектив |

## Малоформатная фототехника
Рассчитаны на применение 35-мм перфорированной фотоплёнки. Размер кадра 24×36 мм

### Дальномерные фотоаппараты

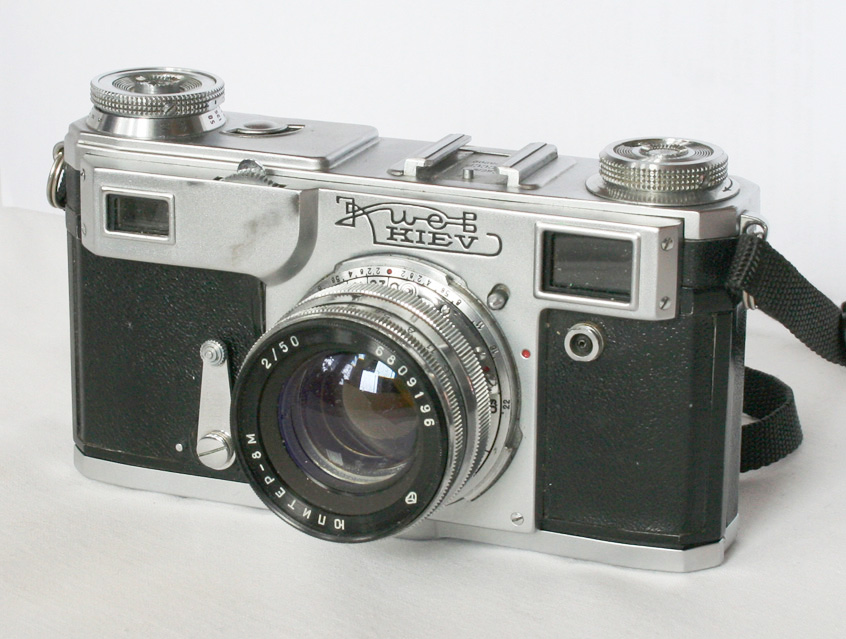
Дальномерный фотоаппарат «Киев-4А» с объективом «Юпитер-8М» 2/50

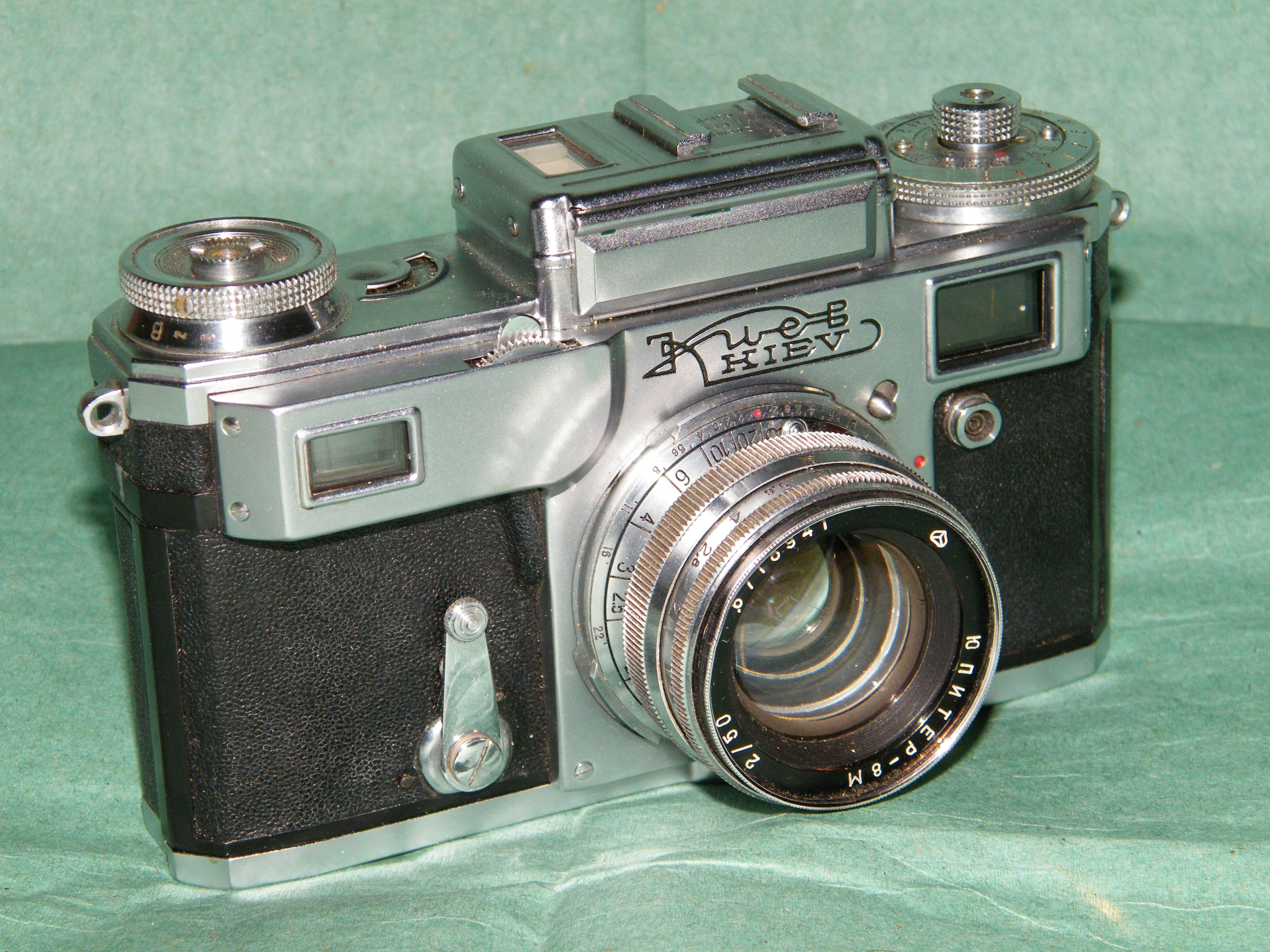
Фотоаппарат «Киев-4» с экспонометром

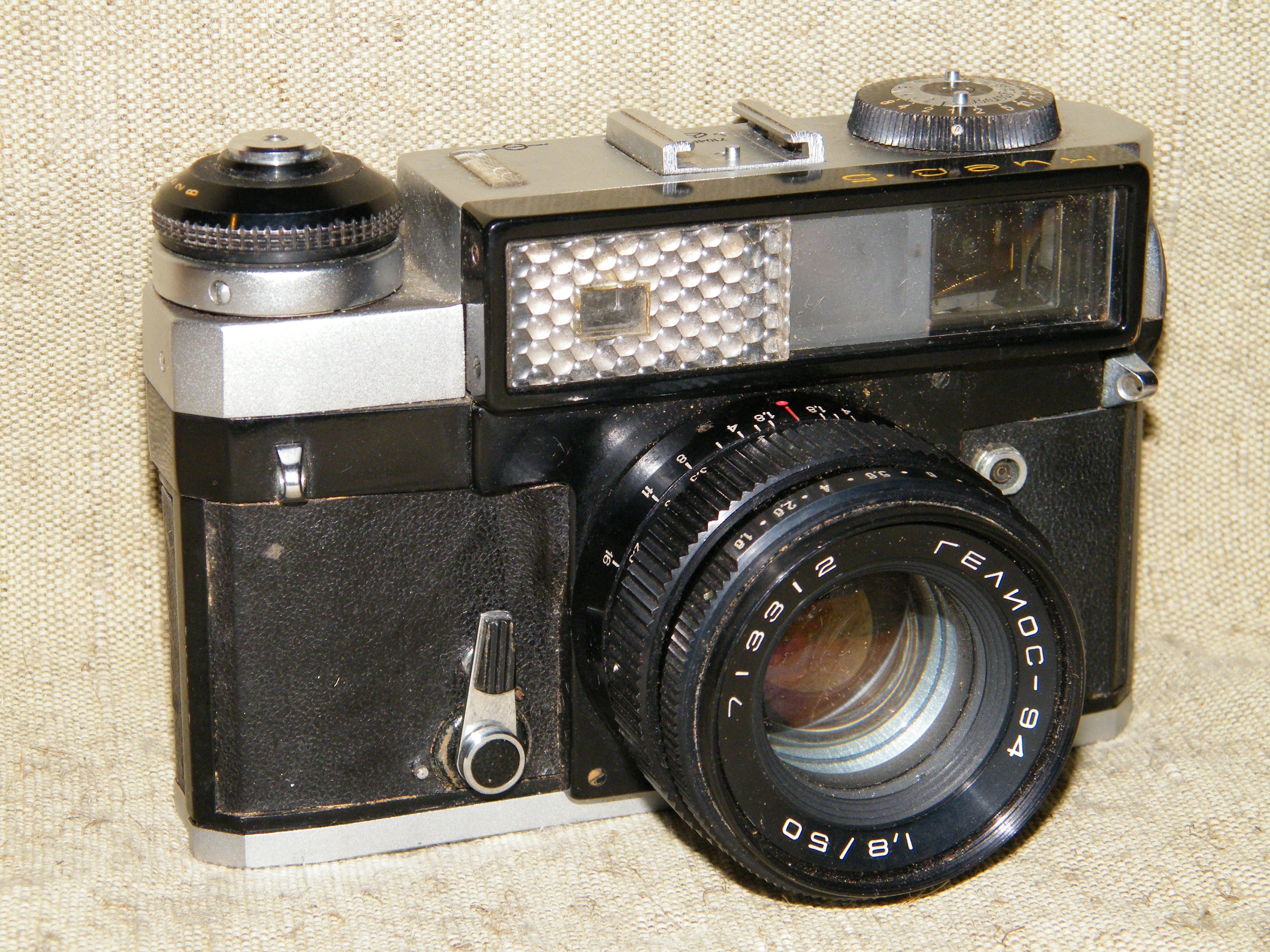
«Киев-5» с объективом «Гелиос-94» 1,8/50

Дальномерные фотоаппараты «Киев» основаны на конструкции немецких аппаратов «Contax II» и «Contax III».
Документация, технологическая оснастка и задел деталей для фотоаппаратов «Contax» были вывезены в СССР из Германии в счет репараций после Великой Отечественной войны с заводов компании Zeiss Ikon. Вместе с оборудованием для обучения рабочих и инженеров будущего производства в СССР была привезена и группа специалистов с Zeiss Ikon во главе с инженером и администратором Вольфгангом Ханом (Wolfgang Hahn).
Первые партии фотоаппаратов «Киев-II» и «Киев-III» фактически представляли собой перемаркированные аппараты «Contax». От своего прототипа камеры «Киев» унаследовали очень сложную конструкцию механизмов выдержек, фокусировки и дальномера.
Корпус фотоаппарата — со съёмной задней стенкой. Зарядка фотоплёнкой в двухцилиндровых шторных кассетах типа «Contax» (в советском варианте «ФКЦ» или «ФКЛ»). Возможна двухкассетная зарядка, когда вместо приёмной катушки используется вторая кассета, исключающая обратную перемотку. Кроме того, кассеты типа-135 с флокированной щелью могут беспрепятственно использоваться для зарядки.
Фокальный затвор со шторками, собранными из узких металлических звеньев на шарнирах. Взвод затвора, перемотка плёнки и установка выдержек производится одной головкой. Установка выдержек возможна как при взведённом, так и спущенном затворе. Движение шторок — вдоль короткой стороны кадра, с разной скоростью на разных выдержках.
Диапазон выдержек — от 1 с до 1/1000 с, (в ранних выпусках — до 1/1250 с) и «В». Имеется обойма для крепления электронной фотовспышки, на аппаратах поздних выпусков — центральный синхроконтакт. Синхронизация фотовспышки — синхроконтакт «Х» при выдержке 1/30 (ранее 1/25) с. Имеется автоспуск.
Штатный объектив — «Юпитер-8М» или «Гелиос-103». Возможность установки сменных объективов. Крепление — байонет Contax («внутренний» для штатных объективов с фокусным расстоянием 50 мм и «наружный» для сменных).
Видоискатель оптический, параллаксный, совмещён с дальномером. Номинальная база дальномера — 90 мм. Фокусировка штатного объектива производится вращением диска на корпусе аппарата, сменные объективы фокусируются вращением оправы.
Дальномерные фотоаппараты «Киев» без экспонометра:
- «Киев-II» (1947—1955)
- «Киев-2А» (1956—1958)
- «Киев-4А» (1958—1980)
- «Киев-4АМ» (1980—1985)

Дальномерные фотоаппараты «Киев» с встроенным несопряжённым экспонометром на селеновом фотоэлементе:
- «Киев-III» (1952—1955) — впервые в СССР
- «Киев-3А» (1956—1958)
- «Киев-4» (1957—1979)
- «Киев-4М» (1976—1985)
- «Киев-5» (1968—1973) — только с «наружным» байонетом и рядом других существенных изменений
  - «Киев-4», «Киев-4А», «Киев-4М», «Киев-4АМ» (1958—1985) — с конструктивными и технологическими изменениями

#### Объективы для дальномерных фотоаппаратов
| Модель     | Иллюстрация | Фокусное расстояние | Относительное отверстие | Байонет    | Угол поля зрения объектива | Применение                    |
| ---------- | ----------- | ------------------- | ----------------------- | ---------- | -------------------------- | ----------------------------- |
| Юпитер-12  |             | 35                  | 2,8                     | наружный   | 62,5°                      | широкоугольный объектив       |
| Юпитер-8   |             | 50                  | 2,0                     | внутренний | 45°                        | штатный (нормальный объектив) |
| Гелиос-103 |             | 53                  | 1,8                     | внутренний | 45°                        | штатный (нормальный объектив) |
| Юпитер-9   |             | 85                  | 2,0                     | наружный   | 28,8°                      | длиннофокусный объектив       |
| Юпитер-11  |             | 133                 | 4,0                     | наружный   | 18,5°                      | длиннофокусный объектив       |

### Зеркальные фотоаппараты с оригинальным байонетом
Однообъективные зеркальные фотоаппараты с оригинальным байонетом «Киев-Автомат» собственной разработки.
У объективов, предназначенных для фотоаппаратов «Киев-10» и «Киев-15» отсутствовало кольцо установки диафрагмы, управление диафрагмой и переключение в автоматический режим производилось диском, расположенным на корпусе фотоаппарата. Через переходник могли устанавливаться объективы с креплением М39/45,2.
- «Киев-10» (1965—1974) — селеновый фотоэлемент, автоматическая установка экспозиции с приоритетом выдержки, возможность отключения автоматики. Оригинальный веерный затвор с металлическими секторными шторками.
- «Киев-15» (1974—1980) — TTL-экспонометр, автоматическая установка экспозиции с приоритетом выдержки, возможность отключения автоматики. Оригинальный фокальный затвор «веерного» типа с металлическими шторками.

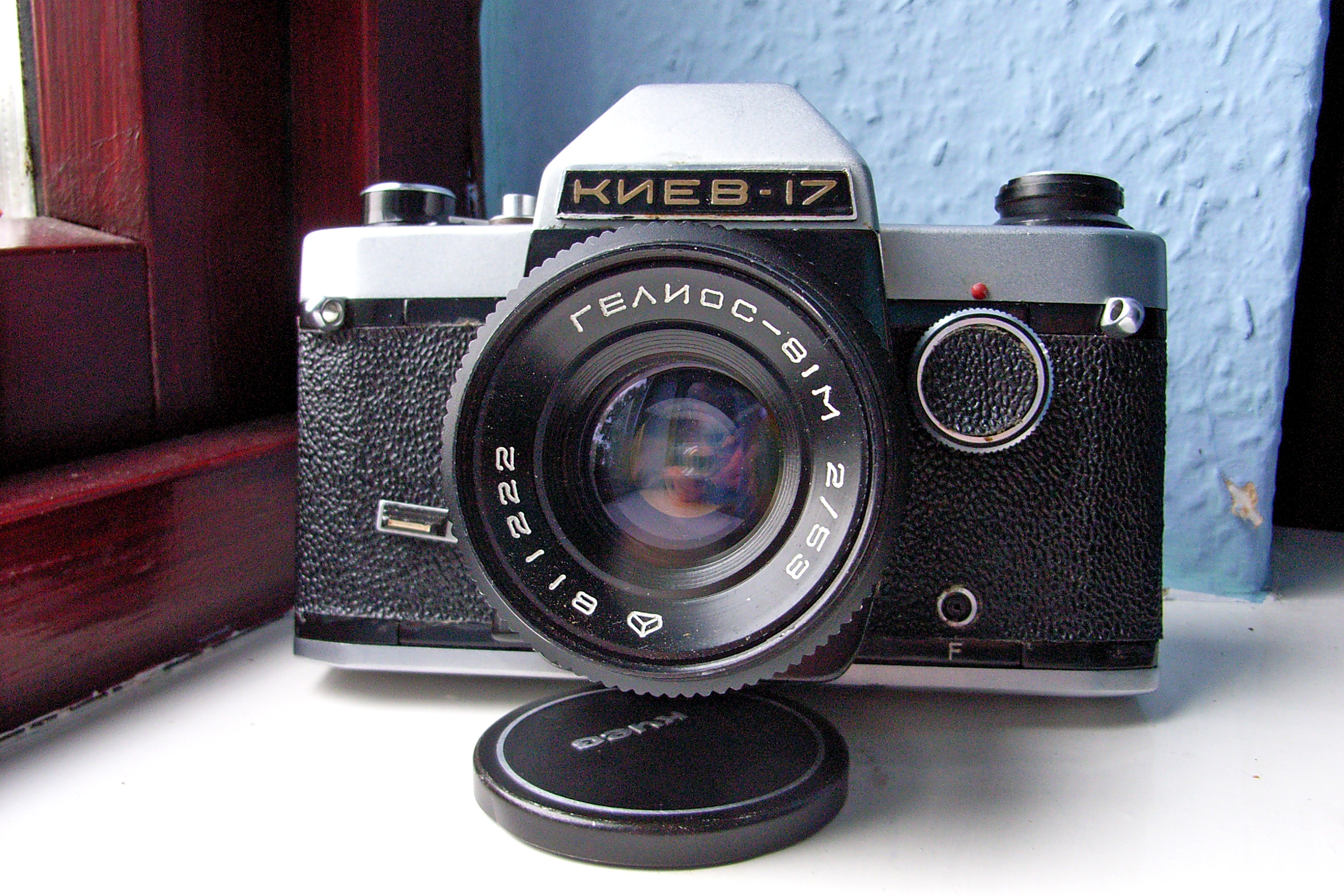
Фотоаппарат «Киев-17»

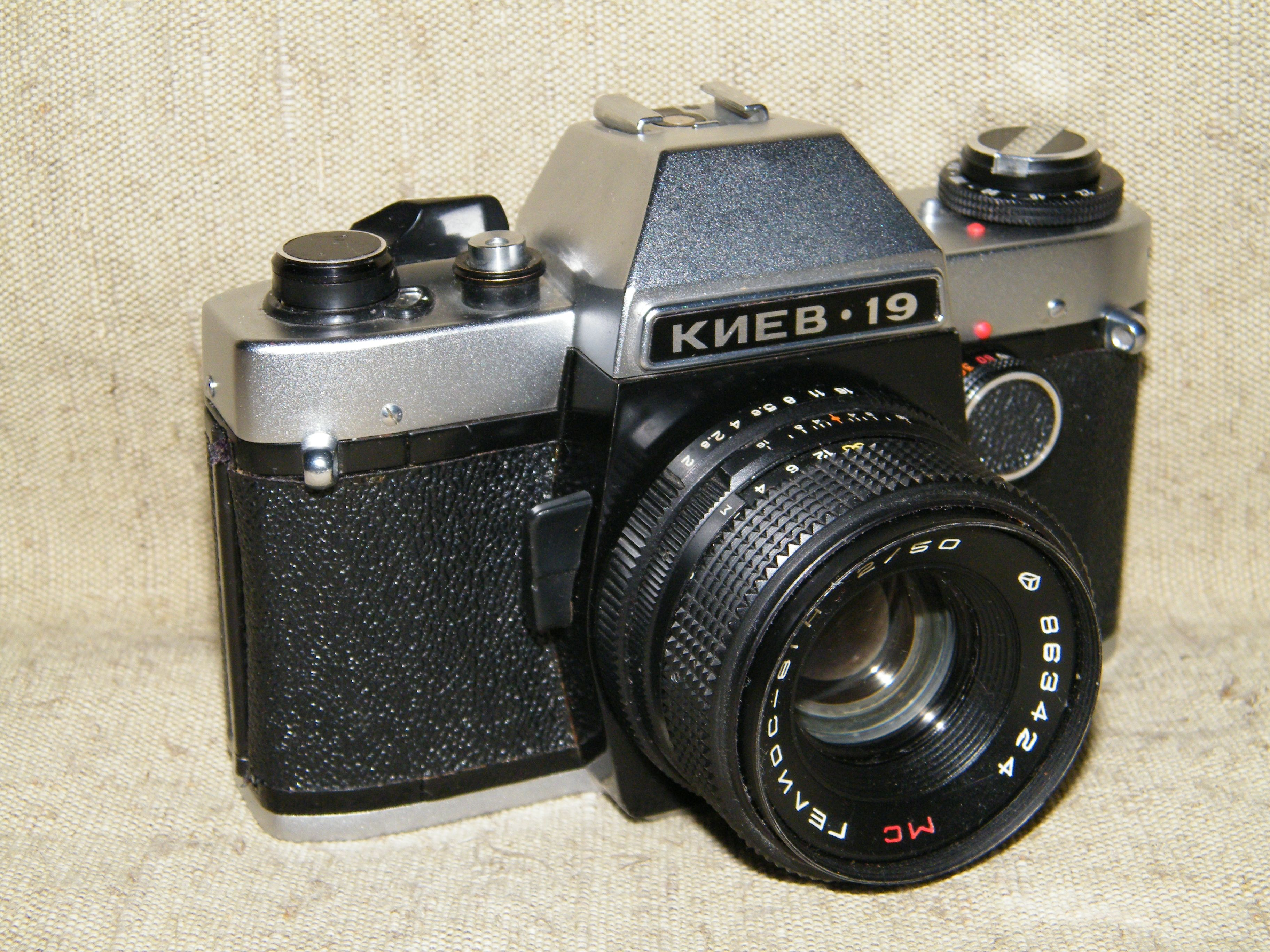
Фотоаппарат «Киев-19»

### Зеркальные фотоаппараты с байонетом Nikon
Однообъективные зеркальные фотоаппараты с байонетом F фирмы «Nikon».
В советской литературе байонет F именовался байонет Н.
- «Киев-17» (1977—1984) — ручная установка выдержки и диафрагмы, экспонометр отсутствует. Фокальный затвор с металлическими ламелями. Послужил основой для моделей «Киев-20» и «Киев-19».
- «Киев-20» (1983—1986) — TTL-экспонометр, полуавтоматическая установка экспозиции на открытой диафрагме, репетир диафрагмы для контроля глубины резко изображаемого пространства.
- «Киев-19» (1985—1991) — упрощённый вариант более дорогой модели «Киев-20». TTL-экспонометр, полуавтоматическая установка экспозиции на рабочей диафрагме. Затвор с уменьшенным диапазоном выдержек. Отсутствовала возможность мультиэкспозиции — многократной съёмки на один кадр и отсутствовал автоспуск.
- «Киев-18» (вторая половина 1980-х) — TTL-экспонометр, автоматическая установка экспозиции на открытой диафрагме, репетир диафрагмы для контроля глубины резко изображаемого пространства, ламельный затвор с электронным управлением. Выпущен в малом количестве.
- «Киев-19М» (1991-?) — модифицированный «Киев-19» с измерением экспозиции на открытой диафрагме.

#### Объективы для зеркальных камер с байонетом F
Объективы под байонет Н для зеркальных фотоаппаратов "Киев-17", "Киев-18", "Киев-19» и «Киев-20» изготавливали завод «Арсенал», белорусское обединение «БелОМО» и частично российские КМЗ и Вологодский завод (ВОМЗ).
| Модель              | Иллюстрация | Фокусное расстояние | Относительное отверстие | Угол поля зрения | Тип                                        | Производитель |
| ------------------- | ----------- | ------------------- | ----------------------- | ---------------- | ------------------------------------------ | ------------- |
| МС Пеленг 3,5/8А    |             | 8                   | 3,5                     | 180°             | сверхширокоугольный                        | БелОМО        |
| МС Зенитар-Н 2,8/16 |             | 16                  | 2,8                     | 180°             | сверхширокоугольный                        | КМЗ           |
| МС Пеленг А         |             | 17                  | 2,8                     | 180°             | сверхширокоугольный                        | БелОМО        |
| МС Мир-47Н          |             | 20                  | 2,5                     | 96°              | широкоугольный                             | ВОМЗ          |
| МС Мир-73Н          |             | 20                  | 2,8                     | 96°              | широкоугольный                             | Арсенал       |
| МС Мир-20Н          |             | 20                  | 3,5                     | 96°              | широкоугольный                             | Арсенал       |
| МС Мир-24Н          |             | 35                  | 2,0                     | 66°              | широкоугольный                             | Арсенал       |
| ППС МС Мир-67Н      |             | 35                  | 2,8                     | 64/84°           | широкоугольный со смещением оптической оси | Арсенал       |
| МС Волна-8Н         |             | 50                  | 1,2                     | 45°              | нормальный                                 | Арсенал       |
| МС Гелиос-123Н      |             | 50                  | 1,4                     | 45°              | нормальный                                 | Арсенал       |
| МС Гелиос-81Н       |             | 50                  | 2,0                     | 45°              | нормальный                                 | Арсенал       |
| МС Калейнар-5Н      |             | 100                 | 2,8                     | 24,5°            | телеобъектив                               | Арсенал       |
| Телеар-Н            |             | 200                 | 3,5                     | 12°              | телеобъектив                               | Арсенал       |
| МС Гранит-11Н       |             | 80 — 200            | 4,5                     | 12° — 30°        | вариообъектив                              | Арсенал       |
| МС Янтарь-14Н Макро |             | 28 — 82 (85)        | 2,8 — 4                 | 29° — 75°        | вариообъектив                              | Арсенал       |
| МС Янтарь-20Н       |             | 35 — 200            | 3,5 — 4,5               | 12° — 63,5°      | вариообъектив                              | Арсенал       |
| МС Яшма-4Н          |             | 300                 | 2,8                     | 8°               | телеобъектив                               | Арсенал       |

### Автоматический шкальный фотоаппарат «Киев-35А» («Киев-35АМ»)

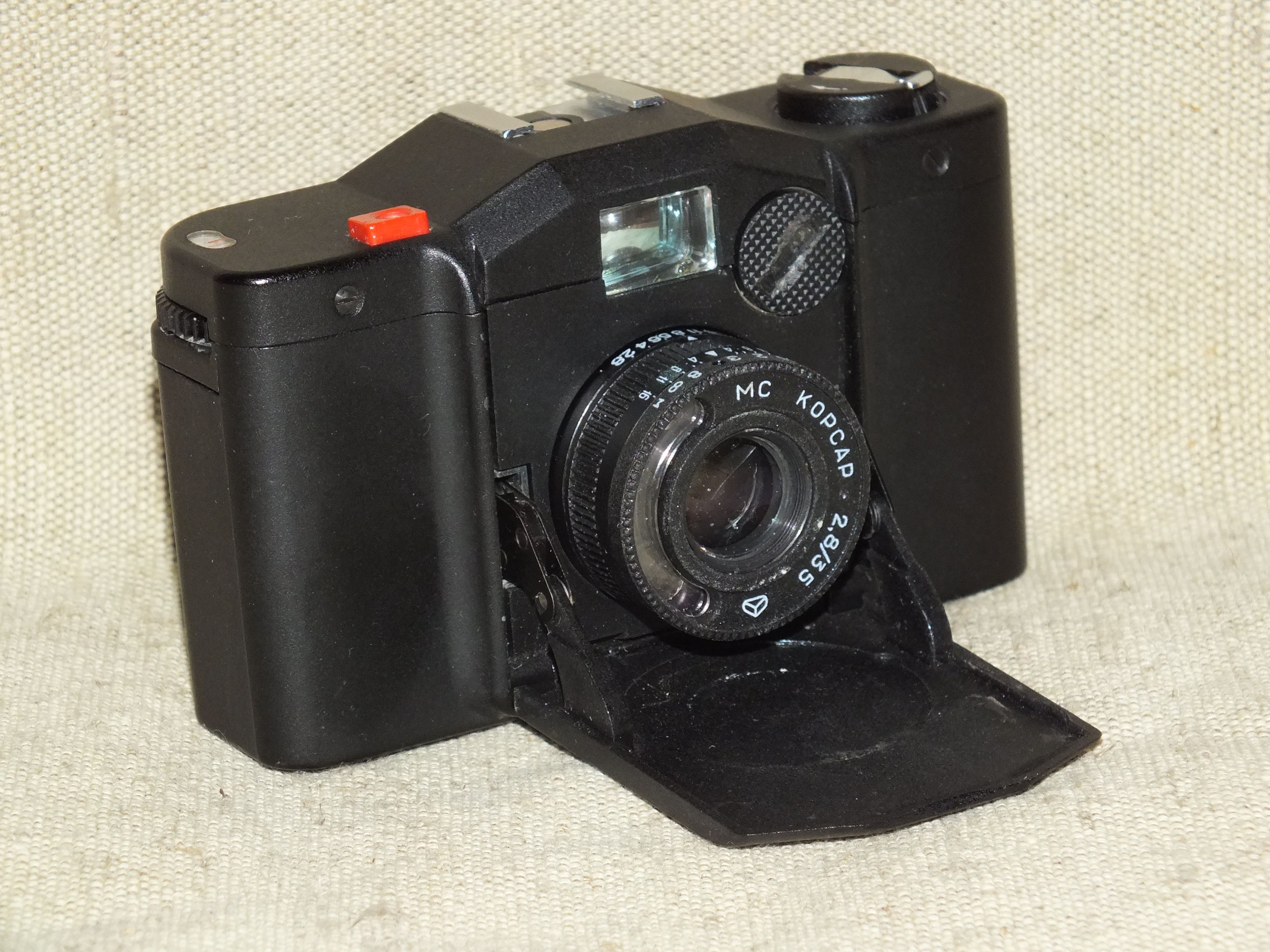
Фотоаппарат «Киев-35А»

- «Киев-35А» («Киев-35АМ») — компактный автоматический шкальный фотоаппарат, основан на конструкции «Minox-35».

Выпускался с 1985 по 1991 год.
Выполнен в пластмассовом корпусе с откидывающейся передней стенкой. Оборудован несменным выдвижным пятилинзовым объективом «Корсар-5» 2,8/35.
При установленной светочувствительности фотоплёнки и диафрагме выдержка отрабатывается автоматически (приоритет диафрагмы).
Центральный затвор с электронным управлением, экспонометрическое устройство на CdS — фоторезисторе.
Источник питания фотоаппарата — четыре элемента СЦ-32 (современный аналог LR-44).

## Миниатюрная фототехника

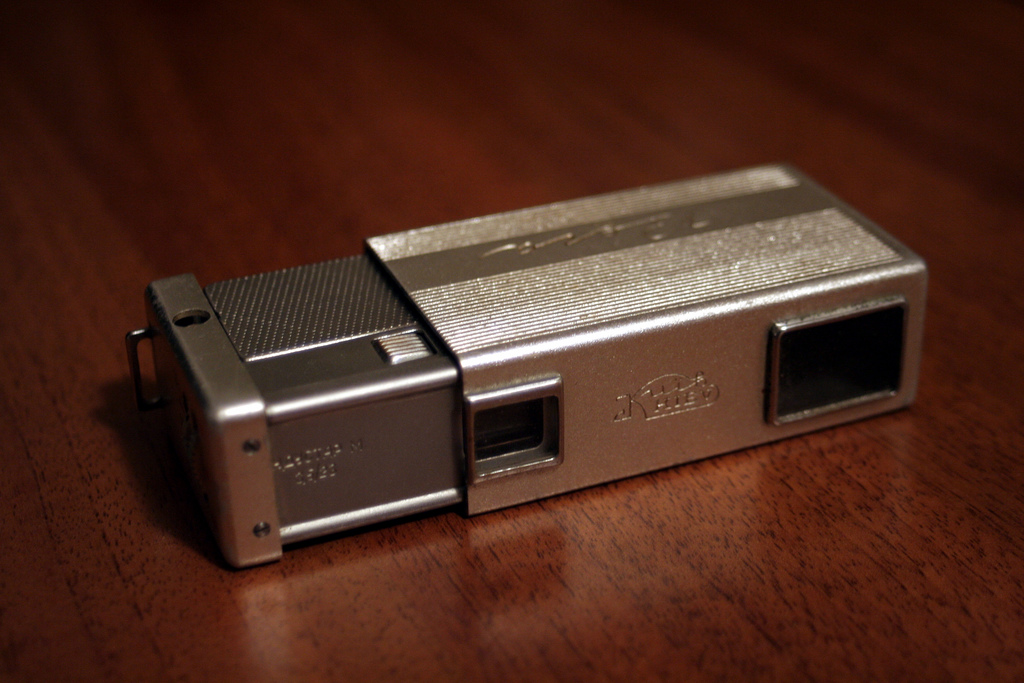
Фотоаппарат «Киев-Вега»,
размер кадра 10×14 мм

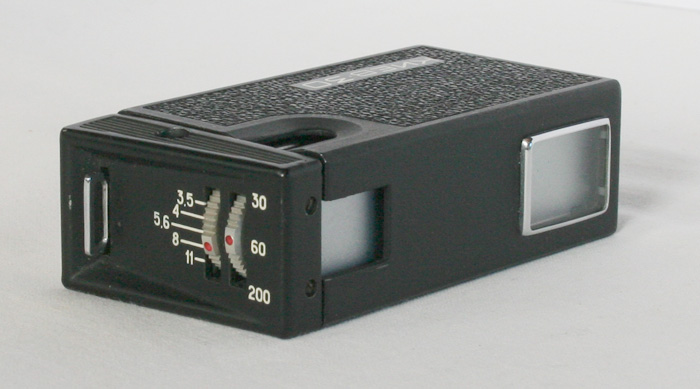
Миниатюрный фотоаппарат
«Киев-30»,
размер кадра 13×17 мм

Миниатюрные фотоаппараты с размером кадра 10×14 и 13×17 мм. Используется перфорированная и неперфорированная фотокиноплёнка шириной 16 мм.
Базируются на конструкции японского фотоаппарата «Minolta-16», которая, в свою очередь, восходит к камере Mica Automat 1947 года фирмы Konan.
- «Киев-Вега» (1960—1962) — размер кадра 10×14 мм, объектив «Индустар-М» 3,5/23, жёстковстроенный, затвор шторный, с горизонтальным движением металлических шторок. Расположен перед объективом. Диафрагмирование до f/11. Выдержки 1/30, 1/60 и 1/200 секунды.
- «Вега-2» (1962—1964) — шкальный фотоаппарат, модификация камеры «Киев-Вега». Фокусировка объектива «Индустар-М» 3,5/23 от 0,5 метра до «бесконечности». Синхроконтакт «Х».
- «Киев-30» (1975—1987) — размер кадра 13×17 мм, модификация фотоаппарата «Вега-2». «Киев-30М» — фотоаппарат без синхроконтакта.
- «Киев-303» (1990-?) — рестайлинговая модификация фотоаппарата «Киев-30» с изменённым внешним видом и другими значениями выдержек. Синхроконтакт отсутствует.

Эти аппараты нередко называют «шпионскими», «KGB Spy Camera», что имеет мало общего с действительностью.